# Josep Damià Mollà Beneyto
Josep Damià Mollà Beneyto (Bocairent, 1 de gener de 1946 - València, 3 de juliol de 2017) fou un sociòleg valencià. Va fer el batxiller al col·legi dels pares Franciscans d'Ontinyent, i estudià dret, economia i sociologia a les universitats de Barcelona i València. Com a doctor per esta última Universitat, va ser professor invitat en la Universitat de París (Nanterre). Va fundar l'Institut Valencià d'Investigació Social; ha sigut director del Departament de Sociologia de la Universitat de València i representant del rectorat d'esta universitat en el Pla estratègic de la Ciutat de Valencia. Entre les seues obres cal destacar Estructura i dinàmica de la població al País Valencià (1979) i El País Valencià com a formació social (1979, Premi Fontana Rosa-Blasco Ibáñez). Ha sigut col·laborador regular en els periòdics Las Provincias i Levante-EMV.
El 1970 milità a Germania Socialista. Des de 1974 fins a 2008, va ser professor de sociologia, primer a la Facultat d'Econòmiques i després a la Facultat de Ciències Socials de la Universitat de València. El 1986 va obtenir el premi Joan Fuster d'assaig amb De impura natione (abans anomenada El valencianisme un joc de poder) amb Eduard Mira, anàlisi sobre la batalla de València que generà molta polèmica. Una sala de la Biblioteca Municipal de Bocairent porta el seu nom.

## Obres
- Estructura y dinámica de la población en el País Valenciano (1979), pròleg d'Amando de Miguel.
- El País Valencià com a formació social (1979), pròleg de Josep Vicent Marqués.
- De impura natione (1986), amb Eduard Mira.
- Efectos demográficos de la sociedad postindustrial (2000).